# Abadia de San Salvatore

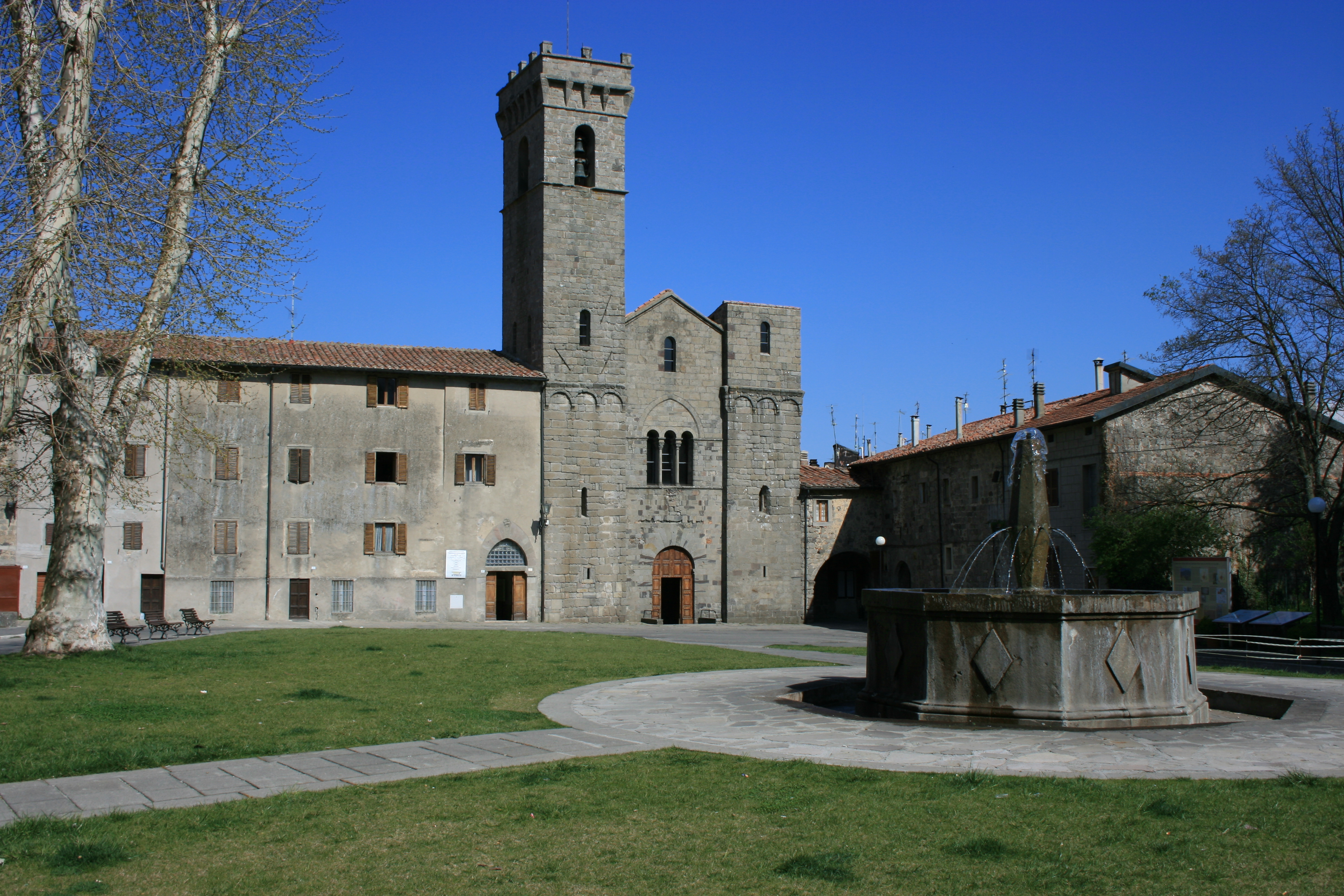
Restos da abadia

A Abbazia di San Salvatore ou Abbadia San Salvatore é uma abadia no Monte Amiata, na cidade de Abbadia San Salvatore, Toscana, Itália, à qual dá seu nome.
O relato tradicional de sua origem indica que o rei lombardo Raquis fundou a abadia em 743, confiando-a aos beneditinos. Mais tarde entregue aos cistercienses, a abadia desempenhou um importante papel regional, estando frequentemente em conflito com as casas dos Aldobrandeschi e dos Orsini, bem como com outros aliados dos Sacros Imperadores Romanos.
É mencionado que, em 816, o imperador Luís I do Sacro Império Romano atribuiu alguma liberdade à abadia para a eleição de seu abade, o Monistero di San Salvatore di Monte Amiate.
O Codex Amiatinus foi mantido no mosteiro do século IX até 1786, quando foi transferido para a Biblioteca Laurentiana em Florença.